# Taddeo Crivelli

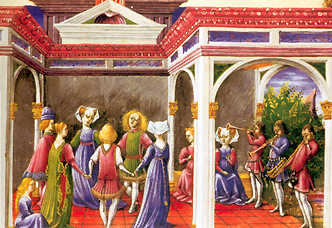
Miniatur aus der Bibel des Borso d’Este

Taddeo Crivelli (* ca. 1420–1430 in Ferrara; † zwischen 1476 und 1485 in Bologna) war ein italienischer Maler, der im Bereich der Miniaturmalerei tätig war.

## Biografie
Er gehört zur Frührenaissance und war hauptsächlich in Ferrara, seiner Heimatstadt, tätig. Obwohl er ein Schüler von Pisanello war, führte er seine Werke im Renaissancestil aus und wurde hauptsächlich von Andrea Mantegna inspiriert.
Seine ersten Werke stammen aus der Mitte des 15. Jahrhunderts und sein wichtigstes Werk war die Bibel des Borso d’Este, zwei Miniaturbände auf Pergament, die über einen Zeitraum von sechs Jahren (1455–1461) von einem von ihm geleiteten Künstlerteam zusammen mit einem anderen Miniaturisten, Franco dei Russi, hergestellt wurden. Die Bibel wird in der Biblioteca Estense in Modena aufbewahrt.
Er wurde von Girolamo da Cremona unterstützt, der 1465 das Messbuch für den Dom San Pietro von Mantua fertiggestellt hat, bekannt als Messale di Barbara di Brandeburgo, welches im Museo Diocesano Francesco Gonzaga in Mantua aufbewahrt wird.
Im Jahr 1471, nach dem Tod von Borso d’Este, verließ er Ferrara und zog nach Bologna, wo er seine Tätigkeit als Miniaturist bis zu seinem Tod fortsetzte.
Er produzierte auch die erste gedruckte Karte von Italien, die 1477 veröffentlicht wurde.

## Werke
- Bibel des Borso d’Este, 1455–1461, Biblioteca Estense, Modena
- Stundenbuch für die Familie Faletti (1460–1465), Morgan Library & Museum, New York
- Stundenbuch Gualenghi-d’Este, um 1469, J. Paul Getty Museum, Los Angeles, zusammen mit Guglielmo Giraldi hergestellt
- Miniaturausgabe der Legenda Aurea, 1470
- Kommentar zum Johannesevangelium des  Heiligen Augustinus, Biblioteca Malatestiana, Cesena